# مارک برنوس
مارک برنوس (انگلیسی: Marc Bernaus؛ زادهٔ ۲ فوریهٔ ۱۹۷۷) بازیکن فوتبال اهل آندورا است.
از باشگاه‌هایی که در آن بازی کرده‌است می‌توان به باشگاه فوتبال بارسلونا سی، باشگاه فوتبال ژیرونا، باشگاه خیمناستیک تاراگونا، باشگاه فوتبال الچه، باشگاه فوتبال لاس پالماس، باشگاه فوتبال بارسلونا بی، باشگاه فوتبال ختافه، و باشگاه فوتبال بارسلونا اشاره کرد.
وی همچنین در تیم‌های ملی فوتبال زیر ۱۸ سال اسپانیا، زیر ۲۰ سال اسپانیا، و آندورا بازی کرده‌است.